# Rocío Sánchez Moccia

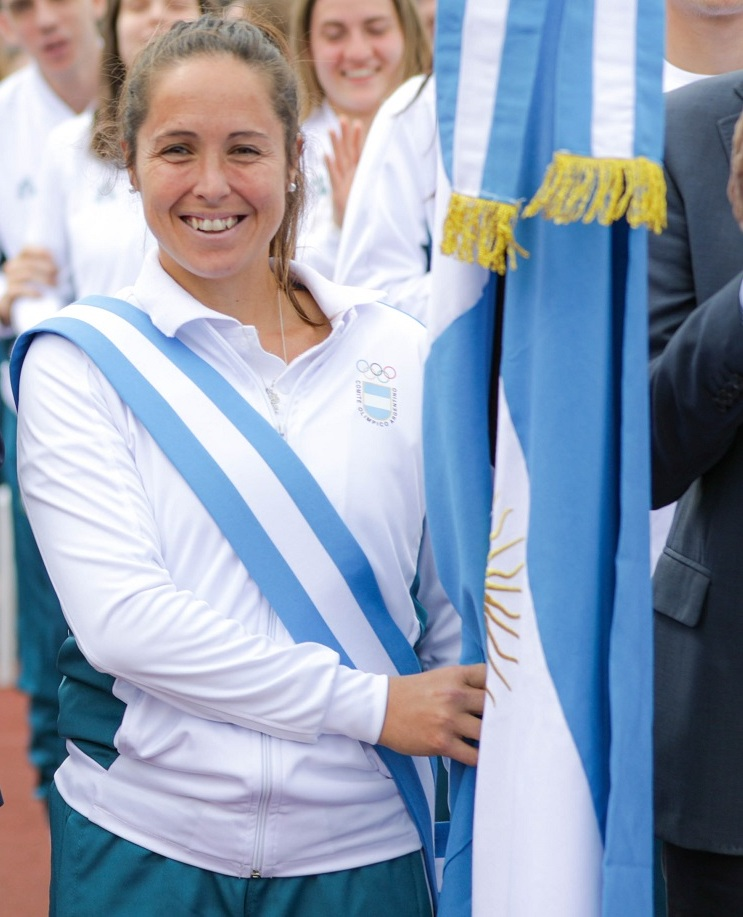
Rocío Sánchez Moccia als Fahnenträgerin bei den Südamerikaspielen 2022

Rocío María Sánchez Moccia (* 2. August 1988 in Buenos Aires) ist eine argentinische Hockeyspielerin. Sie gewann mit der argentinischen Nationalmannschaft zwei olympische Silbermedaillen, eine olympische Bronzemedaille und bei Weltmeisterschaften je einmal Silber und Bronze.

## Sportliche Karriere
Bei den Olympischen Spielen 2012 in London gewannen die Argentinierinnen ihre Vorrundengruppe und besiegten im Halbfinale die Britinnen mit 2:1. Im Finale unterlagen die Argentinierinnen der niederländischen Mannschaft mit 0:2. Sánchez Moccia war in allen sieben Spielen dabei, ihr einziges Tor erzielte sie im Vorrundenspiel gegen die Deutschen.
2014 fand die Weltmeisterschaft in Den Haag statt. Die Argentinierinnen belegten in der Vorrunde den zweiten Platz hinter dem Team aus den Vereinigten Staaten. Im Halbfinale unterlagen die Argentinierinnen den Niederländerinnen mit 0:4, das Spiel um den dritten Platz gewannen sie mit 2:1 gegen das US-Team. Im Finale der Panamerikanischen Spiele 2015 in Toronto trafen die beiden Teams erneut aufeinander und die Mannschaft aus den Vereinigten Staaten gewann mit 2:1. Bei den Olympischen Spielen 2016 in Rio de Janeiro belegten die Argentinierinnen in der Vorrunde den vierten Platz und unterlagen im Viertelfinale den Niederländerinnen mit 2:3. In den Platzierungsspielen erreichten sie den siebten Platz. Sánchez gelang in sechs Spielen kein Tor.
London war Austragungsort der Weltmeisterschaft 2018. Die Argentinierinnen belegten in ihrer Vorrundengruppe den zweiten Platz. Im Viertelfinale unterlagen sie den Australierinnen im Shootout. Letztlich belegten die Argentinierinnen den siebten Platz. Bei den Olympischen Spielen in Tokio belegten die Argentinierinnen in ihrer Vorrundengruppe nur den dritten Platz. Mit einem 3:0-Sieg im Viertelfinale gegen die deutsche Mannschaft und einem 2:1-Halbfinalsieg über die Inderinnen erreichten die Argentinierinnen das Finale gegen die Mannschaft aus den Niederlanden. Die Argentinierinnen unterlagen mit 1:3 und erhielten die Silbermedaille. Sánchez war in allen acht Spielen dabei.
Nach dem Rücktritt von Noel Barrionuevo wurde Rocío Sánchez Moccia Kapitänin der argentinischen Nationalmannschaft. 2022 erreichten die Argentinierinnen bei der Weltmeisterschaft in Terrassa mit einem Sieg im Shootout gegen die deutsche Mannschaft das Endspiel. Dort verloren sie mit 1:3 gegen die Niederländerinnen. Im Oktober 2022 bei den Südamerikaspielen in Paraguay siegte die chilenische Mannschaft im Shootout des Finales gegen die Argentinierinnen. Sánchez Moccia konnte ihren Versuch im Shootout nicht verwandeln. 2023 trafen die Argentinierinnen im Finale der Panamerikanischen Spiele in Santiago auf das Team aus den Vereinigten Staaten und gewannen durch Tore von Agustina Gorzelany und Eugenia Trinchinetti mit 2:1. Bei den Olympischen Spielen 2024 in Paris verloren die Argentinierinnen im Halbfinale gegen die Niederländerinnen. Das Spiel um den dritten Platz gewannen sie im Shootout gegen die Belgierinnen. Sánchez Moccia war in allen acht Spielen dabei.
Rocío Sánchez Moccia bestritt bis zum 9. August 2024 328 Länderspiele für Argentinien.